# Micro.blog
micro.blog est un service de micro-blogging et un réseau social créé par Manton Reece. Il a été lancé le 24 avril 2017, après une campagne Kickstarter qui a atteint son objectif de financement en un seul jour,. Micro.blog est le premier grand service multi-utilisateur au sein des médias sociaux qui soutient les protocoles Webmention et Micropub (en) normalisés par le World Wide Web Consortium. Le service a été construit à l'aide de Jekyll, et les utilisateurs peuvent y poster des messages en utilisant des comptes hébergés, puis utiliser des flux RSS pour exporter leurs posts, et les diffuser à travers le réseau à partir d'autres sites web qu'ils utilisent. Les utilisateurs peuvent également importer des messages à partir de Twitter et du défunt service de microblogging App.net.
Le service d'hébergement web DreamHost a soutenu la campagne Kickstarter de micro.blog, et a annoncé son intention d'aider les clients à créer des micro-blogs indépendants hébergés chez DreamHost qui sont compatibles avec le réseau micro.blog.

## Applications Client
- Wavelength[6]
- Sunlit 2.0[7]
- Icro 1.0[8]